# Ansiktslyft (fordon)
För andra betydelser, se Ansiktslyft.
Ett ansiktslyft, eller facelift, kallas det då en fordonstillverkare utför mindre ändringar i designen på en fordonsmodell. Vid ett ansiktslyft behålls oftast den grundläggande designen och plattformen av fordonet, medan mindre ändringar på till exempel kylarmaskeringen, framlyktorna, stötfångare, instrumentbrädan och fälgarna förekommer. Mekaniska förändringar kan också ske vid ett ansiktslyft, som till exempel förändringar i motor, fjädringssystem eller växellåda.